# Naujac-sur-Mer
Naujac-sur-Mer é uma comuna francesa na região administrativa da Nova Aquitânia, no departamento da Gironda. Estende-se por uma área de 92,86 km². Em 2010 a comuna tinha 1 110 habitantes (densidade: 12 hab./km²).